# Арчибальд, Джефф
Джеффри Виктор (Джефф) Арчибальд (англ. Jeffrey Victor (Jeff) Archibald, 2 февраля 1952, Окленд, Новая Зеландия) — новозеландский хоккеист (хоккей на траве), нападающий. Олимпийский чемпион 1976 года.

## Биография
Джефф Арчибальд родился 2 февраля 1952 года в новозеландском городе Окленд.
Играл в хоккей на траве за «Сомервилль» из Окленда.
В 1970 году дебютировал в составе сборной Новой Зеландии.
В 1972 году вошёл в состав сборной Новой Зеландии по хоккею на траве на Олимпийских играх в Мюнхене, занявшей 9-е место. Играл на позиции нападающего, провёл 7 матчей, забил 1 мяч в ворота сборной Мексики.
В 1976 году вошёл в состав сборной Новой Зеландии по хоккею на траве на Олимпийских играх в Монреале и завоевал золотую медаль. Играл на позиции нападающего, провёл 4 матча, мячей не забивал.
В 1980 году был назначен вице-капитаном сборной Новой Зеландии на хоккейный турнир летних Олимпийских игр в Москве, однако Новая Зеландия поддержала их политический бойкот.
В 1984 году вошёл в состав сборной Новой Зеландии по хоккею на траве на Олимпийских играх в Лос-Анджелесе, занявшей 7-е место. Играл на позиции нападающего, провёл 7 матчей, мячей не забивал.
С конца 1984 по 1986 год был капитаном сборной.
По окончании игровой карьеры работал в хоккейной академии, был администратором, судьёй.
В 1989 году за достижения в хоккее стал членом Ордена Британской империи.

## Семья
Жена — Дебора Джейн Миллер. Сын — Райан Арчибальд (род. 1980) также выступал за сборную Новой Зеландии по хоккею на траве, участвовал в летних Олимпийских играх 2008 и 2012 годов.

## Увековечение
В 1990 году в составе сборной Новой Зеландии, выигравшей Олимпиаду, введён в Новозеландский спортивный Зал славы.